# Larroque-Engalin
Larroque-Engalin é uma comuna francesa na região administrativa da Occitânia, no departamento de Gers. Estende-se por uma área de 6.16 km², e possui 47 habitantes, segundo o censo de 2018, com uma densidade de 7.6 hab/km².